# Вулиця Володимира Сосюри (Львів)
Вулиця Володимира Сосюри — вулиця у Шевченківському районі міста Львова, у місцевості Клепарів. Вулиця складається з двох ділянок: перша — від вулиці Варшавської до вулиці Масарика, друга — від вулиці Масарика до вулиці Пожежників, утворюючи перехрестя з вулицею Кошиця.

## Історія
Вулиця виникла у першій третині XX століття, не пізніше 1931 року отримала офіційну назву Йорданська, під час німецької окупації Львова, з 1943 року по липень 1944 року — Йорданґассе. Сучасну назву вулиця отримала за радянських часів, у 1966 році, на честь українського поета Володимира Сосюри.
У 2015 році, в рамках процесу декомунізації, до вулиці Сосюри була приєднана сусідня вулиця Григорія Петровського.

## Забудова
Вулиця Сосюри переважно зберегла старовинну забудову селища Клепарів, яку складають одно- та двоповерхові будинки 1930-х років у стилі конструктивізму. Будинок № 46 — типова радянська дев'ятиповерхівка-гуртожиток.
№ 1 — двоповерховий житловий будинок, зведений у стилі сецесії. Тут у 1922—1940-х роках містилася читальня «Просвіти», що переїхала сюди з вулиці Варшавської.
№ 4б — за цією адресою за радянських часів діяло ательє «Башмачки».